# Antena ferrytowa

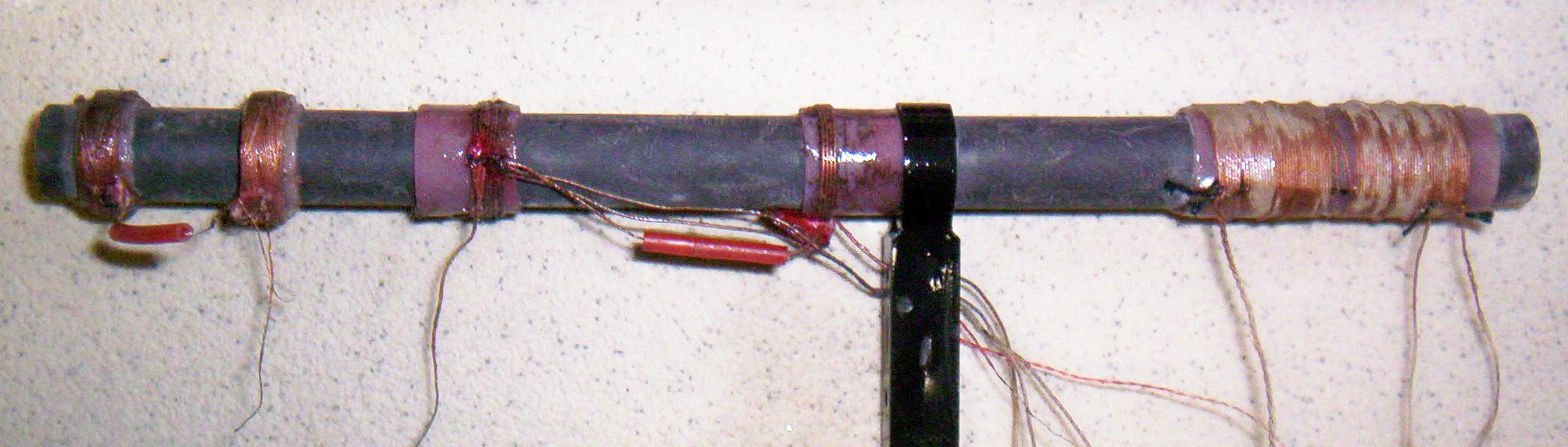
Radiowa antena ferrytowa do odbioru fal długich, średnich i krótkich

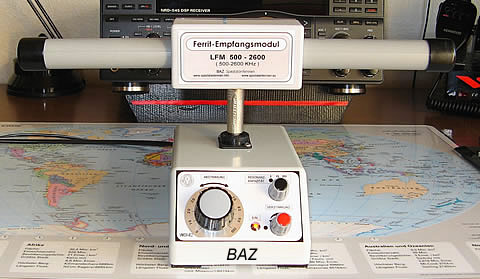
Antena ferrytowa do odbioru fal długich i średnich

Antena ferrytowa – rodzaj anteny działającej na zasadzie sprzężenia z polem magnetycznym fali elektromagnetycznej. Ma postać cewki nawiniętej na wydłużony rdzeń ferrytowy. Cewka ta może być sprzężona z obwodem rezonansowym odbiornika lub stanowić jego część.
Anteny ferrytowe stosowane są zwykle w zakresie fal długich, średnich i krótkich. Są to anteny kierunkowe, a największa skuteczność mają one, gdy fala pada w kierunku prostopadłym do osi pręta ferrytowego.
Antena ferrytowa zazwyczaj stanowi również indukcyjność obwodu rezonansowego LC, służącego do dostrojenia odbiornika do pożądanej częstotliwości stacji radiowej.
Długość skuteczną anteny ferrytowej (wyrażoną w metrach) można obliczyć ze wzoru:
{\displaystyle d_{sk}={\frac {2\pi \mu NS}{\lambda }}}
gdzie:
N – liczba zwojów,
S – powierzchnia przekroju poprzecznego cewki [m²],
μ – przenikalność magnetyczna rdzenia,
λ – długość fali [m].